# Stegophiura ponderosa
Stegophiura ponderosa är en ormstjärneart som först beskrevs av George Richard Lyman 1878.  Stegophiura ponderosa ingår i släktet Stegophiura och familjen fransormstjärnor. Inga underarter finns listade i Catalogue of Life.